# Цветаев, Владимир Николаевич
Владимир Николаевич Цветаев (22 декабря 1963, Чапаевск, Куйбышевская область, СССР) — советский и российский певец, музыкант, композитор.

## Образование
Окончил отделение хорового дирижирования Самарского государственного института культуры (СГИК).

## Музыкальная карьера
Играть в самодеятельных группах начал со школьных лет (бас-гитара, вокал). После окончания института служил в ансамбле песен и плясок Приволжского Военного Округа.
В 1987 году начал работать в тульской рок-группе «Век». Художественный руководитель группы — поэт, композитор Василий Попов. Позже на базе этого коллектива был создан продюсерский центр «Роза ветров» и Владимир Цветаев начал свою сольную карьеру.
В 1994 году австрийский филиал фирмы «Sony» выпустил первый альбом певца под названием «Пой, пой». Альбом был полностью составлен из песен, написанных поэтом, композитором Василием Поповым. Многие песни из альбома стали популярными, войдя в радио- и телевизионные чарты. Песня «Ангел мой хороший» стала лауреатом песенного фестиваля «Песня года — 95».
В 1997 году Владимир Цветаев выпустил новый альбом — «Леди Любовь», песни с которого популярны до сих пор. На студии «Союз» было выпущено музыкальное телешоу «Леди Любовь» Концертная видеоверсия включала 11 композиций: «Леди Любовь» (оригинал и ремикс), «Ты такая редкая», «Кэт», «Талисман», «Слова неосторожные», «Уик-энд», «Каблучки», «Любовь не купишь», «Все о' кей» и «Володя». За несколько лет программу «Леди Любовь» смогли услышать, увидеть и оценить в Западной Европе, Азии и Америке. На студии «Мосфильм» режиссёром Михаилом Макаренковым был снят клип на заглавную песню альбома, который долгое время находился в самой горячей ротации на центральных каналах ТВ, входил во всевозможные хит-парады. Песни «Леди Любовь» и «Слова неосторожные» были представлены на телевизионном музыкальном фестивале «Песня года».
Начало 2001 года ознаменовалось для Владимира Цветаева выходом третьего сольного альбома — «Там, где кончаются звёзды». Компания «Квадро-Диск» выпустила альбом вместе с видеоверсией концерта в ГЦКЗ «Россия». Композиции, вошедшие в программу, привлекают внимание ценителей стильной красивой музыкой. Нежная лирика, лёгкая ирония, стилевое разнообразие песен — это уже фирменный знак Владимира Цветаева. Студией «МУХА» было отснято два видеоклипа на заглавные песни альбома — «Там, где кончаются звёзды» и «Я тебя люблю». После горячей ротации в эфире московских радиостанций синглы «Там, где кончаются звёзды» и «Я тебя люблю» вошли в 20 самых хитовых популярных сборников, в том числе «Горячая десяточка» студии СОЮЗ, «Ваша марка» студии МОНОЛИТ, «Лучшие Хиты», «Танцевальный рай» и др.
В 2004 году вышел очередной альбом «Любовное настроение». В него вошли как уже известные, полюбившиеся слушателям песни, так и новые. Отличие этого альбома от прежних в том, что в него, наряду с песнями, написанными поэтом и композитором Василием Поповым, вошли также песни, написанные Василием Поповым в соавторстве с музыкантом, композитором из США Михаилом Кленовским. Эта пластинка входила в лидеры продаж 2006—2007 годов.
В 2007 году вышел в свет очередной альбом — «Улыбайся». Владимир Цветаев впервые дебютировал в качестве композитора — в альбом вошли несколько песен на его музыку. Гармоничен его дуэт с американским певцом и трубачом Джессом Пети (Jess Petty). Представленная в альбоме композиция «Lady Moonlight» («Леди Луна») удостоилась специального диплома от компании «Paramount».
В 2012 году на студии «Квадро-Диск» выпущен сольный альбом «Станция Заречная». Песни с этого альбома вошли во многие сборники популярной музыки.
Владимир Цветаев долгое время сотрудничал с Народной артисткой России Валентиной Толкуновой. Его романсом «Я сегодня обеты молчанья нарушу» на слова Карины Филипповой был открыт юбилейный концерт певицы в Государственном Кремлёвском Концертном Зале в 2006 году. Музыканты группы «Век», Василий Попов и Владимир Цветаев в последние годы дали много совместных концертов с Валентиной Толкуновой. Владимир Цветаев является автором музыки к песне из её репертуара «Пёстрая косыночка» на стихи поэта и композитора Василия Попова.
В настоящее время Владимир Цветаев много гастролирует по России и дальнему зарубежью, пишет музыку. Готовится к выпуску его очередной сольный альбом.

## Дискография
- Пой, пой — 1994 год
- Леди Любовь — 1997 год
- Там, где кончаются звёзды — 2001 год
- Любовное настроение — 2004 год
- Улыбайся — 2007 год
- Станция Заречная — 2012 год
- Медовый месяц — 2014 год
- Милосердия прошу — 2016 год
- Песенная коллекция МР3 — 1994—2017 года
- Лето на БиС — 2018 год

### Популярные клипы
- «Леди Любовь»
- «Там, где кончаются звёзды»
- «Я тебя люблю»